# Jürgen Rolle
Jürgen Rolle (* 17. März 1947) ist ein deutscher Politiker (SPD) und Hochschullehrer für Sozialwissenschaften an der Fachhochschule Köln.

## Leben
Jürgen Rolle wohnt seit dem Jahr 1981 im Erftkreis. Dort war er in den Jahren 1982 bis 2004 sachkundiger Bürger im Rat der Stadt Pulheim. Seit 1989 ist er Mitglied der Landschaftsversammlung im Landschaftsverband Rheinland (LVR) und des Kreistages im Erftkreis. Seit 1995 ist er Vorsitzender des Jugendhilfeausschusses Rheinland. Im Jahr 2003 wählte ihn die SPD-Fraktion in der Landschaftsversammlung Rheinland erstmals zum Fraktionsvorsitzenden.
Jürgen Rolle wurde im Jahr 2008 mit dem Bundesverdienstkreuz am Bande ausgezeichnet.
Jürgen Rolle leitet das Sozialpädagogische Institut NRW (SPI), das seit dem 1. November 2002 eine zentrale wissenschaftliche Einrichtung der Fachhochschule Köln ist.
Jürgen Rolle hat promoviert und ist Professor am SPI.

## Werke
- mit Edith Kesberg: Der Hort als Erziehungs- und Bildungseinrichtung für Kinder im schulpflichtigen Alter. Kohlhammer, Köln, Stuttgart, Berlin, Mainz, 1986, ISBN 3-17-008995-1
- mit Edith Kesberg: Der Hort im Spiegel seiner Geschichte: Quellen u. Dokumente. Kohlhammer, Köln, 1989, ISBN 3-17-010431-4